# Vuelta a España 2008
| Gesamtwertung       | Alberto Contador   | AST | 80:40:08 h (38,959 km/h) |
| 02.                 | Levi Leipheimer    | AST | + 00:46 min              |
| 03.                 | Carlos Sastre      | CSC | + 04:12 min              |
| 04.                 | Ezequiel Mosquera  | XAG | + 05:19 min              |
| 05.                 | Alejandro Valverde | GCE | + 06:00 min              |
| 06.                 | Joaquim Rodríguez  | GCE | + 06:50 min              |
| 07.                 | Robert Gesink      | RAB | + 06:55 min              |
| 08.                 | David Moncoutié    | COF | + 10:10 min              |
| 09.                 | Egoi Martínez      | EUS | + 10:57 min              |
| 10.                 | Marzio Bruseghin   | LAM | + 11:56 min              |
| Punktwertung        | Greg van Avermaet  | SIL | 158 P.                   |
| Zweiter             | Alberto Contador   | AST | 137 P.                   |
| Dritter             | Alejandro Valverde | GCE | 129 P.                   |
| Bergwertung         | David Moncoutie    | COF | 149 P.                   |
| 2.                  | Christophe Kern    | C.A | 106 P.                   |
| 3.                  | Alberto Contador   | AST | 99 P.                    |
| Kombinationswertung | Alberto Contador   | AST | 06 P.                    |
| 2.                  | Levi Leipheimer    | AST | 11 P.                    |
| 3.                  | Alejandro Valverde | GCE | 16 P.                    |
| Teamwertung         | Caisse d’Epargne   | GCE | 241:20:38 h              |
| 2.                  | Team CSC-Saxo Bank | CSC | + 38:27 min              |
| 3.                  | Euskaltel-Euskadi  | EUS | + 39:22 min              |

Die 63. Vuelta a España fand vom 30. August bis zum 21. September 2008 statt.
Das dreiwöchige Rad-Etappenrennen bestand aus 21 Etappen, darunter zwei Einzelzeitfahren. Die Streckenlänge betrug etwa 3142 km. Die erste Etappe war ein sieben Kilometer langes Teamzeitfahren in Granada. Ein besonderer Höhepunkt war die Anfahrt zum Alto de Angliru. Die Rundfahrt endete traditionell in Madrid.

## Ausgangslage
Die Vuelta 2008 gehörte nicht mehr zur UCI ProTour, deshalb konnten die Organisatoren frei über die einzuladenden Teams entscheiden. Mit Ausnahme von Team Columbia, wurden alle 17 anderen ProTeams eingeladen, ebenso wie Tinkoff, Andalusien-Cajasur und Xacobeo Galicia (ehemals Karpin Galicia), welche eine Wildcard erhielten. Das ProTeam Scott-American Beef (ehemals Saunier Duval-Scott) wurde jedoch nach den Dopingfällen bei der Tour de France 2008 ausgeschlossen.
Von den besten Drei der Gesamtwertung der Vuelta 2007 startet nur der Tour-de-France-Gewinner 2008 Carlos Sastre. Der Titelverteidiger Denis Menschow hat seine Teilnahme, zu Gunsten des Giros und der Tour, bereits im Februar abgesagt. Samuel Sánchez, Vorjahresdritter und Olympiasieger 2008, ist auch nicht am Start. Cadel Evans, der letztjährige Vierte, musste seine Teilnahme wegen einer Verletzung absagen.
| Fahrer     | Team | Vuelta 07 | Giro 08 | Tour 08 |
| ---------- | ---- | --------- | ------- | ------- |
| Sastre     | CSC  | 2.        | DNS     | 1.      |
| Contador   | AST  | DNS       | 1.      | DNS     |
| Mosquera   | KGZ  | 5.        | –       | –       |
| Antón      | EUS  | 8.        | DNS     | DNS     |
| Valverde   | GCE  | DNS       | DNS     | 9.      |
| Barredo    | QST  | 10.       | DNS     | 89.     |
| Astarloza  | EUS  | DNS       | DNS     | 16.     |
| Popowytsch | SIL  | DNS       | DNS     | 24.     |
| Cunego     | LAM  | DNF       | DNS     | DNF     |

Als Favoriten gelten, neben Sastre: Der Giro-d’Italia-Sieger 2008 Alberto Contador, mit seinen Teamkollegen Levi Leipheimer und Andreas Klöden. Alejandro Valverde, Damiano Cunego, Ezequiel Mosquera, Jaroslaw Popowytsch, Igor Antón, Mikel Astarloza. Der 22-jährige Robert Gesink fährt seine erste große Rundfahrt.
Zu den aussichtsreichsten Sprintern im Feld zählen der Sieger der Punktewertung 2007 Daniele Bennati, Óscar Freire, Tom Boonen, Danilo Napolitano, Koldo Fernández und Erik Zabel. Die Klassiker-Spezialisten Paolo Bettini und Davide Rebellin nehmen auch teil.

## Rennverlauf

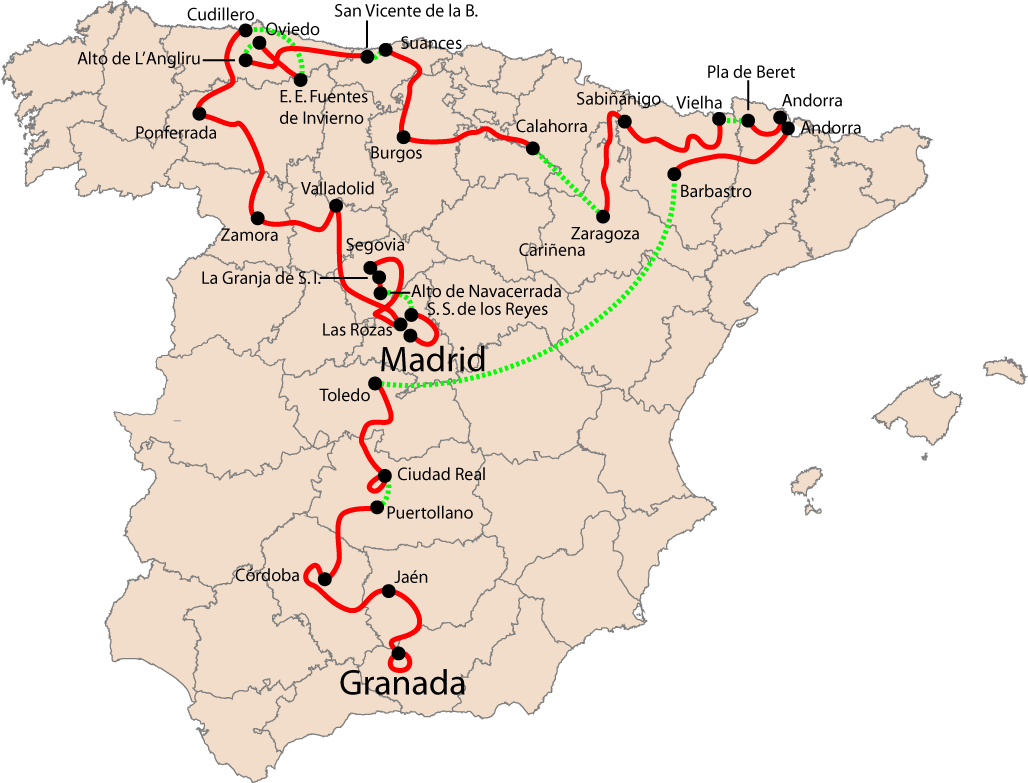
Streckenverlauf Vuelta a España 2008
Der Start erfolgt im Süden Spaniens in Granada, die Strecke verläuft gegen den Uhrzeigersinn und endet traditionell in der Hauptstadt Madrid.

### Die erste Woche
In der ersten Woche trugen sechs verschiedene Fahrer das Goldene Trikot des Führenden der Gesamtwertung. Filippo Pozzato war der erste Träger – Seine Mannschaft Liquigas gewann das Mannschaftszeitfahren in Granada. Alejandro Valverde gewann die 2. Etappe und übernahm, aufgrund der Zeitgutschrift, die Gesamtwertung. Es folgten Siege der Sprinter Tom Boonen und Daniele Bennati, welcher zwei Tage lang im Goldenen Trikot fuhr.
Das erste Einzelzeitfahren gewann Levi Leipheimer, damit wurde er auch der neue Spitzenreiter im Gesamtklassement. Alberto Contador und Alejandro Valverde verloren weniger als eine Minute, während Robert Gesink, Igor Antón und Jaroslaw Popowytsch mehr als zwei Minuten einbüßten. Auf der 6. Etappe übernahm Sylvain Chavanel das goldene Trikot.

### Etappenübersicht
In der Spalte Goldenes Trikot steht der Führende der Gesamtwertung nach der jeweiligen Etappe.
|            | Typ            | Tag           | Start–Ziel                                 | km  | Etappensieger      | Goldenes Trikot    |
| ---------- | -------------- | ------------- | ------------------------------------------ | --- | ------------------ | ------------------ |
| 01. Etappe | MZF            | 30. August    | Granada–Granada                            | 08  | Liquigas           | Filippo Pozzato    |
| 02. Etappe |                | 31. August    | Granada–Jaén                               | 176 | Alejandro Valverde | Alejandro Valverde |
| 03. Etappe |                | 01. September | Jaén–Córdoba                               | 169 | Tom Boonen         | Daniele Bennati    |
| 04. Etappe |                | 02. September | Córdoba–Puertollano                        | 170 | Daniele Bennati    | Daniele Bennati    |
| 05. Etappe | EZF            | 03. September | Ciudad Real–Ciudad Real                    | 043 | Levi Leipheimer    | Levi Leipheimer    |
| 06. Etappe |                | 04. September | Ciudad Real–Toledo                         | 150 | Paolo Bettini      | Sylvain Chavanel   |
| 1. Ruhetag | 1. Ruhetag     | 05. September | –                                          | –   | –                  | Sylvain Chavanel   |
| 07. Etappe | Bergetappe     | 06. September | Barbastro–Naturlandia-La Rabassa (Andorra) | 223 | Alessandro Ballan  | Alessandro Ballan  |
| 08. Etappe | Bergetappe     | 07. September | Escaldes-Engordany (Andorra)–Pla de Beret  | 151 | David Moncoutié    | Levi Leipheimer    |
| 09. Etappe | Bergetappe     | 08. September | Viella–Sabiñánigo                          | 201 | Greg Van Avermaet  | Egoi Martínez      |
| 10. Etappe |                | 09. September | Sabiñánigo–Saragossa                       | 151 | Sébastien Hinault  | Egoi Martínez      |
| 11. Etappe |                | 10. September | Calahorra–Burgos                           | 178 | Óscar Freire       | Egoi Martínez      |
| 12. Etappe | Bergige Etappe | 11. September | Burgos–Suances                             | 186 | Paolo Bettini      | Egoi Martínez      |
| 2. Ruhetag | 2. Ruhetag     | 12. September | –                                          | –   | –                  | Egoi Martínez      |
| 13. Etappe | Bergetappe     | 13. September | San Vicente de la B.–Alto de Angliru       | 210 | Alberto Contador   | Alberto Contador   |
| 14. Etappe | Bergetappe     | 14. September | Oviedo–E. E. Fuentes de Invierno           | 158 | Alberto Contador   | Alberto Contador   |
| 15. Etappe | Bergetappe     | 15. September | Cudillero–Ponferrada                       | 202 | David García       | Alberto Contador   |
| 16. Etappe |                | 16. September | Ponferrada–Zamora                          | 186 | Tom Boonen         | Alberto Contador   |
| 17. Etappe |                | 17. September | Zamora–Valladolid                          | 148 | Wouter Weylandt    | Alberto Contador   |
| 18. Etappe |                | 18. September | Valladolid–Las Rozas                       | 167 | Imanol Erviti      | Alberto Contador   |
| 19. Etappe | Bergetappe     | 19. September | Las Rozas–Segovia                          | 146 | David Arroyo       | Alberto Contador   |
| 20. Etappe | BZF            | 20. September | La Granja de S. I.–Alto de Navacerrada     | 017 | Levi Leipheimer    | Alberto Contador   |
| 21. Etappe |                | 21. September | S. Sebastián de los Reyes–Madrid           | 102 | Matti Breschel     | Alberto Contador   |

### Wertungen im Tourverlauf
Die Tabelle zeigt den Führenden in der jeweiligen Wertung nach der jeweiligen Etappe an.
|            | Gesamtwertung      | Punktewertung      | Bergwertung       | Kombinationswertung | Teamwertung      |
| ---------- | ------------------ | ------------------ | ----------------- | ------------------- | ---------------- |
| 01. Etappe | Filippo Pozzato    | nicht vergeben     | nicht vergeben    | nicht vergeben      | Liquigas         |
| 02. Etappe | Alejandro Valverde | Alejandro Valverde | Jesús Rosendo     | Egoi Martínez       | Caisse d’Epargne |
| 03. Etappe | Daniele Bennati    | Alejandro Valverde | Jesús Rosendo     | Egoi Martínez       | Caisse d’Epargne |
| 04. Etappe | Daniele Bennati    | Daniele Bennati    | Jesús Rosendo     | Paolo Bettini       | Quick Step       |
| 05. Etappe | Levi Leipheimer    | Daniele Bennati    | Jesús Rosendo     | Egoi Martínez       | Astana           |
| 06. Etappe | Sylvain Chavanel   | Daniele Bennati    | Jesús Rosendo     | Paolo Bettini       | Astana           |
| 07. Etappe | Alessandro Ballan  | Daniele Bennati    | Alessandro Ballan | Alessandro Ballan   | Astana           |
| 08. Etappe | Levi Leipheimer    | Alejandro Valverde | Alessandro Ballan | Alberto Contador    | Astana           |
| 09. Etappe | Egoi Martínez      | Alejandro Valverde | David Moncoutié   | Alberto Contador    | Caisse d’Epargne |
| 10. Etappe | Egoi Martínez      | Greg Van Avermaet  | David Moncoutié   | Alberto Contador    | Caisse d’Epargne |
| 11. Etappe | Egoi Martínez      | Greg Van Avermaet  | David Moncoutié   | Alberto Contador    | Caisse d’Epargne |
| 12. Etappe | Egoi Martínez      | Greg Van Avermaet  | David Moncoutié   | Alberto Contador    | Astana           |
| 13. Etappe | Alberto Contador   | Greg Van Avermaet  | David Moncoutié   | Alberto Contador    | Caisse d’Epargne |
| 14. Etappe | Alberto Contador   | Alberto Contador   | David Moncoutié   | Alberto Contador    | Caisse d’Epargne |
| 15. Etappe | Alberto Contador   | Alberto Contador   | David Moncoutié   | Alberto Contador    | Caisse d’Epargne |
| 16. Etappe | Alberto Contador   | Alberto Contador   | David Moncoutié   | Alberto Contador    | Caisse d’Epargne |
| 17. Etappe | Alberto Contador   | Greg Van Avermaet  | David Moncoutié   | Alberto Contador    | Caisse d’Epargne |
| 18. Etappe | Alberto Contador   | Greg Van Avermaet  | David Moncoutié   | Alberto Contador    | Caisse d’Epargne |
| 19. Etappe | Alberto Contador   | Greg Van Avermaet  | David Moncoutié   | Alberto Contador    | Caisse d’Epargne |
| 20. Etappe | Alberto Contador   | Greg Van Avermaet  | David Moncoutié   | Alberto Contador    | Caisse d’Epargne |
| 21. Etappe | Alberto Contador   | Greg Van Avermaet  | David Moncoutié   | Alberto Contador    | Caisse d’Epargne |

- Während der 3. Etappe trug Davide Rebellin das Blaue Trikot.
- Während der 5. & 17. Etappe trug Tom Boonen das Blaue Trikot.
- Während der 8. Etappe trug Marc de Maar das Rote Trikot und Levi Leipheimer das Weiße Trikot.
- Während der 14.–21. Etappe trug Levi Leipheimer das Weiße Trikot.
- Während der 15. & 16. Etappe trug Greg van Avermaet das Rote Trikot.

### Ausgeschiedene Fahrer
Von den 171 gestarteten Fahrern erreichten 131 das Ziel in Madrid. Caisse d’Epargne, Astana, Xacobeo-Galicia and ag2r La Mondiale beendeten die Rundfahrt mit allen neun gestarteten Fahrern.
| Etappe  | Fahrer             | Team                   | Grund                                                                                            |
| ------- | ------------------ | ---------------------- | ------------------------------------------------------------------------------------------------ |
| DNF 01. | Staf Scheirlinckx  | Cofidis                | unbekannt                                                                                        |
| DNS 04. | Ricardo Serrano    | Tinkoff Credit Systems | Gebrochenes Schlüsselbein nach einer Kollision mit einem Servicewagen während der dritten Etappe |
| DNS 05. | Aurélien Clerc     | Bouygues Télécom       | unbekannt                                                                                        |
| DNS 05. | Maryan Hary        | Cofidis                | unbekannt                                                                                        |
| DNS 07. | Carlos Barredo     | Quick Step             | Kahnbeinfraktur nach Sturz auf 5. Etappe                                                         |
| DNF 07. | Stef Clement       | Bouygues Télécom       | unbekannt                                                                                        |
| DNF 07. | Wolodymyr Djudja   | Team Milram            | unbekannt                                                                                        |
| DNF 07. | Nikolai Trussow    | Tinkoff Credit Systems | unbekannt                                                                                        |
| DNF 08. | Jean-Marc Marino   | Crédit Agricole        | unbekannt                                                                                        |
| DNS 09. | Matthew Lloyd      | Silence-Lotto          | Verletzung nach Sturz                                                                            |
| DNS 10. | Daniele Bennati    | Liquigas               | Grippe                                                                                           |
| DNF 10. | Anthony Geslin     | Bouygues Télécom       | unbekannt                                                                                        |
| DNF 10. | Alexandre Pichot   | Bouygues Télécom       | unbekannt                                                                                        |
| DNF 12. | Gianni Meersman    | Française des Jeux     | unbekannt                                                                                        |
| DNF 12. | Danilo Napolitano  | Lampre-Fondital        | unbekannt                                                                                        |
| DNF 12. | Stephan Schreck    | Team Gerolsteiner      | unbekannt                                                                                        |
| DNS 13. | Óscar Freire       | Rabobank               | WM-Vorbereitung                                                                                  |
| DNF 13. | Mathias Frank      | Team Gerolsteiner      | unbekannt                                                                                        |
| DNF 13. | Igor Antón         | Euskaltel-Euskadi      | Gebrochenes Schlüsselbein nach Sturz                                                             |
| DSQ 13. | José Antonio López | Andalucía-Cajasur      | Regelverstoß                                                                                     |
| DNS 14. | Davide Rebellin    | Team Gerolsteiner      | WM-Vorbereitung                                                                                  |
| DNS 15. | Patrice Halgand    | Crédit Agricole        | unbekannt                                                                                        |
| DNS 15. | Alessandro Ballan  | Lampre-Fondital        | unbekannt                                                                                        |
| DNF 15. | Juan José Haedo    | Team CSC-Saxo Bank     | unbekannt                                                                                        |
| DNF 15. | Artur Gajek        | Team Milram            | unbekannt                                                                                        |
| DNF 15. | Mauricio Ardila    | Rabobank               | unbekannt                                                                                        |
| DNS 16. | Damiano Cunego     | Lampre-Fondital        | WM-Vorbereitung                                                                                  |
| DNF 16. | Iwan Rowny         | Tinkoff Credit Systems | unbekannt                                                                                        |
| DNS 17. | Sylvain Chavanel   | Cofidis                | unbekannt                                                                                        |
| DNF 17. | Sébastien Joly     | Française des Jeux     | unbekannt                                                                                        |
| DNS 18. | Philippe Gilbert   | Française des Jeux     | unbekannt                                                                                        |
| DNS 18. | Tom Boonen         | Quick Step             | unbekannt                                                                                        |
| DNF 18. | Manuel Quinziato   | Liquigas               | unbekannt                                                                                        |
| DNF 18. | Andrea Tonti       | Quick Step             | unbekannt                                                                                        |
| DNF 18. | Matteo Tosatto     | Quick Step             | unbekannt                                                                                        |
| DNS 19. | Stefan Schumacher  | Team Gerolsteiner      | WM-Vorbereitung                                                                                  |
| DNS 19. | Filippo Pozzato    | Liquigas               | unbekannt                                                                                        |
| DNS 19. | Paolo Bettini      | Quick Step             | WM-Vorbereitung                                                                                  |
| DNF 19. | Heinrich Haussler  | Team Gerolsteiner      | unbekannt                                                                                        |
| DNF 19. | Christian Kux      | Team Milram            | Müdigkeit                                                                                        |

DNS (Did not start)
Der Fahrer startete nicht zur angegebenen Etappe
DNF (Did not finish)
Der Fahrer beendete nicht die angegebene Etappe
DSQ (Disqualified)
Der Fahrer wurde disqualifiziert